# Meinulf Barbers

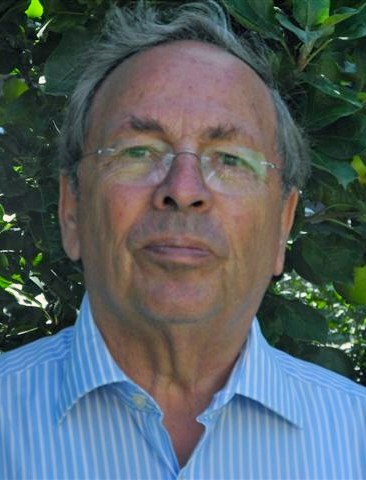
Meinulf Barbers (2012)

Meinulf Barbers (* 15. September 1937 in Düsseldorf) ist ein deutscher Pädagoge und Koordinator sowie zeitweise Vorsitzender (Leiter) in christlich orientierten Jugend- und Erwachsenenorganisationen sowie Förderer der katholischen Jugendorganisation Quickborn in der zweiten Hälfte des 20. Jahrhunderts.

## Beruflicher Werdegang
Meinulf Barbers' Eltern, Josef und Maria Barbers, waren beide Lehrer. Sie hatten sich bereits im Quickborn in Düsseldorf kennengelernt und am Ersten Deutschen Quickborntag auf Burg Rothenfels teilgenommen.
Nach dem Abitur am Staatlichen Görres-Gymnasium in seiner Heimatstadt (incl. großes Latinum, Graecum und Hebraicum) im Jahr 1956 studierte Barbers an der Rheinischen Friedrich-Wilhelm-Universität Bonn Vergleichende Religionswissenschaft, Katholische Theologie, Germanistik und Altsyrisch. 1961 erfolgte die Erste Staatsprüfung. Im Jahr 1963 wurde Barbers zum Dr. phil. bei Gustav Mensching promoviert. Zu seinen Lehrern gehörten Joseph Ratzinger (der späteren Papst Benedikt XVI.) und Benno von Wiese. 1965 heiratete er die Buchbindemeisterin Katharina Steiner. Katharina und Meinulf Barbers haben vier Kinder und zehn Enkel.
Die berufliche Laufbahn begann Meinulf Barbers 1962 als Studienreferendar am Staatlichen Gymnasium Mülheim/Ruhr. Ab 1964 arbeitete er als Lehrer am Stiftischen Humanistischen Gymnasium Mönchengladbach, 1974 wurde er dort Studiendirektor und Vertreter des Schulleiters. Ab 1976 war er Schulleiter am neu entstehenden Gymnasium in Korschenbroich und wurde dort 1982 zum Oberstudiendirektor befördert. Pensioniert wurde Barbers 2002.

## Engagement
Meinulf Barbers wurde aktiv in den Vorständen der Verbände Katholischer Religionslehrer im Bistum Aachen, im Philologenverband NRW, im Bezirkspersonalrat der Lehrer an Gymnasien, im lokalen Schulausschuss usw. Er arbeitete mit in Diözesanräten und in einer Kommission außerschulischer Jugendarbeit und Jugendbildung. Er ist Mitglied der CDU und war dort in diversen Gremien der CDU und der Jungen Union leitend tätig sowie als Vertreter der Partei in kommunalen Gremien.
Ausgezeichnet wurde er mit dem Goldenen Ehrenzeichen des BDKJ (1963), mit dem Bundesverdienstkreuz (2003), mit Urkunden und Ehrennadeln der Europa-Union, der CDA und der CDU.
Sein besonderes Interesse aber konzentriert sich auf die Mitarbeit und Gestaltung in christlich-katholischen Jugendorganisationen. So wurde er Gruppenleiter und Stadtführer der Jugendorganisation Quickborn in Düsseldorf (1951–1961). Von 1952 bis 1959 war er Leiter des Gau Niederrhein und von 1957 bis August 1962 Vorsitzender der Quickborn-Jungengemeinschaft (im Bund).
Gefördert durch sein Engagement im Quickborn arbeitet er in verschiedenen Gremien des Bundes der Deutschen Katholischen Jugend (BDKJ) mit. Barbers hatte großen Anteil an der Wiederentstehung des Mitte der 1960er-Jahre zerfallenden Quickborn. Von 1967 bis 1992 war er Bundessprecher des Quickborn-Arbeitskreises, der neuen Organisation des alten Bundes aus Tagen der Jugendbewegung. In dieser Funktion war er von 1967 bis 1979 Mitglied im Burgrat der Burg Rothenfels. Von 1992 bis 2000 war er Vorsitzender des Quickborn-Arbeitskreises e. V. Meinulf Barbers wirkte von 1971 bis 1979 als stellvertretender Vorsitzender der Vereinigung der Freunde von Burg Rothenfels am Main und von 1979 bis 2007 als deren Vorsitzender. Dieser eingetragene Verein ist Rechtsträger der Burg Rothenfels am Main, einer großen Jugend- und Erwachsenenbildungsstätte und Jugendherberge.
Für die Tagung „Quickborn und Heimgarten“ des Arbeitskreises Schlesische Jugend e. V. in Altenberg stellte er 2011 eine Fotoausstellung „100 Jahre Quickborn“ zusammen. Aus diesem Anlass hielt er das Referat „Quickborn und die Burg Rothenfels nach 1945“, das als eine der wenigen Quellen Auskunft über die Nachkriegszeit des Quickborn gibt.
Meinulf Barbers kann zu den bedeutenden Führungspersönlichkeiten der Quickborn-Bewegung gezählt werden. Ohne ihn wäre der zweite Teil der 100-jährigen Geschichte dieses Jugend- und Erwachsenen-Bundes kaum vorstellbar. Sein Interesse als Autor konzentriert sich auf den Quickborn, für den er zentrale Ereignisse und Fakten festgehalten und überliefert hat. Zudem kann er als einer der großen Anreger und Förderer der Organisation des Quickborn nach dem Zweiten Weltkrieg angesehen werden. Seinen Bemühungen ist es vor allem zu danken, dass der Quickborn in seiner jetzigen Form besteht.
Im Januar 2020 wurde Meinulf Barbers zusammen mit seiner Frau Katharina und Wolfgang Funke (Erkelenz) beim 7. Mönchengladbacher Integrationspreis für den Abrahamischen Kalender Mönchengladbach ausgezeichnet, den die drei seit 2012 jährlich herausgeben.

## Veröffentlichungen (in Auswahl)
- Toleranz bei Sebastian Franck, Bonn 1964 (in der Reihe: Untersuchungen zur allgemeinen Religionsgeschichte, Neue Folge, Heft 4).
- Artikel „Quickborn“ und „Rothenfels, Burg“ in: Lexikon der Pädagogik, Neue Ausgabe, Bd. 3, Freiburg / Basel / Wien 1971.
- Quickborn-Arbeitskreis, in: Roman Bleistein und Gertrud Casel: Lexikon der kirchlichen Jugendarbeit, München 1985.
- Quickborn-Arbeitskreis, in: Jugend der Kirche – Handbuch kirchlicher Jugendarbeit, Band 4, hg. v. Günter Biemer und Werner Tzscheetzsch, Freiburg / Basel / Wien, 1988.
- Quickborn-Arbeitskreis, in: Lothar Böhnisch, Hans Gängler, Thomas Rauschenbach (Hg.): Handbuch Jugendverbände, Weinheim und München 1991.
- Der Bund Quickborn 1945–1965, in: Historische Jugendforschung – Jahrbuch des Archivs der deutschen Jugendbewegung, NF Band 1 / 2004, Schwalbach 2006.
- Theo Hespers, in: Zeugen für Christus – Das deutsche Martyrologium des 20. Jahrhunderts, hg.von Helmut Moll im Auftrag der Deutschen Bischofskonferenz, Bd. II, 4. Auflage, Paderborn 2006.
- Theo Hespers, in: Biographisch-Bibliographisches Kirchenlexikon, Band 30; Nordhausen 2009, S. 592–598.
- Burg Rothenfels als Wegbereiterin der Liturgiereform des Vatikanums, in: EB Erwachsenenbildung, 3 / 2012.
- Restauration oder Neubesinnung? Das Schicksal der Bündischen Jugendbewegung in Deutschland nach 1945 – Am Beispiel des Quickborn 1945 bis 2011, in: Archiv für schlesische Kirchengeschichte, Band 70, 2012.
- „Frieden durch die Jugend“ – Verständigung zwischen den Weltkriegen, in: Franz Stock und der Weg nach Europa, Arnsberg 2012 sowie in der französischen Ausgabe des Kataloges zur Ausstellung „Franz Stock und der Weg nach Europa“ vom 26. Mai bis 26. August 2012 im Sauerland-Museum Arnsberg:
- „La paix par la jeunesse“ – La rapprochement entre les deux guerres mondiales: in: Franz Stock et la voie vers l’Europa, Arnsberg 2012.
- Verschiedene Katalogbeiträge in: Aufbruch der Jugend – Deutsche Jugendbewegung zwischen Selbstbestimmung und Verführung, Nürnberg 2013 (Katalog zur Ausstellung im Germanischen Nationalmuseum Nürnberg vom 26. September 2013 bis 19. Januar 2014)
- Der Quickborn, Burg Rothenfels und die Liturgische Bewegung, in: Ewald Spieker (Hg.): Kaplan Bernhard Poether (1909–1942), KZ-Priester des Bistums Münster, Münster 2014
- Klemens Neumann (1873–1928) und sein „Spielmann“ – Hundert Jahre „Quickborn=Lieder“ / „Der Spielmann“, in:  Archiv für schlesische Kirchengeschichte, Band 72, Münster 2014